# Каплице
Каплице (чеш. Kaplice, нем. Kaplitz) — город района Чески-Крумлов Южночешского края Чехии. Муниципалитет с расширенными полномочиями.

## Городские части
- Бланско,
- Добехов,
- Градиште,
- Губенов,
- Каплице
- Кветонов,
- Мостки,
- Порешин,
- Порешинец,
- Распути
- Ждяр

Расположен в исторической области Богемия на левом берегу реки Мальше. Находится примерно в 15 км юго-восточнее административного центра района г. Чески-Крумлов, 25 км южнее Ческе-Будеёвице и примерно в 52 км северо-восточнее австрийского г. Линц.
Площадь — 40,84 км². Высота — 550 м.

## История
Первое письменное упоминание встречается в 1257 году, как принадлежавшее Милевскому монастырю. Был основан как рыночный посёлок на важном торговом пути, соединяющем Верхнюю Австрию с Южной Богемией. Выгодное положение стало главным фактором его быстрого развития.
Много раз в прошлом город серьёзно страдал частых пожаров, войн, особенно во время гуситских войн и Тридцатилетней войны. К концу XV века население города стало в основном немецкоязычным.
Статус города получил в июле 1936 года. До конца Второй мировой войны здесь преобладало немецкое население. В 1938 году, после подписания Мюнхенского соглашения, Каплице входил в состав нацистской Германии. В 1945 году город освободила Красная Армия.

## Население
На 1 января 2023 года население составляло 7479 человек.
| Год  | Численность | Численность |
| ---- | ----------- | ----------- |
| 1869 | 3966        | [ 7 ]       |
| 1880 | 3972        | [ 7 ]       |
| 1890 | 4004        | [ 7 ]       |
| 1900 | 4136        | [ 7 ]       |
| 1910 | 4167        | [ 7 ]       |
| 1921 | 4017        | [ 7 ]       |
| 1930 | 3860        | [ 7 ]       |
| 1950 | 2952        | [ 7 ]       |
| 1961 | 3615        | [ 7 ]       |
| 1970 | 4395        | [ 7 ]       |
| 1980 | 5402        | [ 7 ]       |
| 1991 | 7111        | [ 7 ]       |
| 2001 | 7125        | [ 7 ]       |
| 2014 | 7149        | [ 8 ]       |
| 2016 | 7064        | [ 9 ]       |
| 2017 | 7108        | [ 10 ]      |
| 2018 | 7078        | [ 11 ]      |
| 2019 | 7164        | [ 12 ]      |
| 2020 | 7282        | [ 13 ]      |
| 2021 | 7241        | [ 14 ]      |
| 2022 | 6984        | [ 15 ]      |
| 2023 | 7479        | [ 16 ]      |
| 2024 | 7562        | [ 5 ]       |

## Галерея

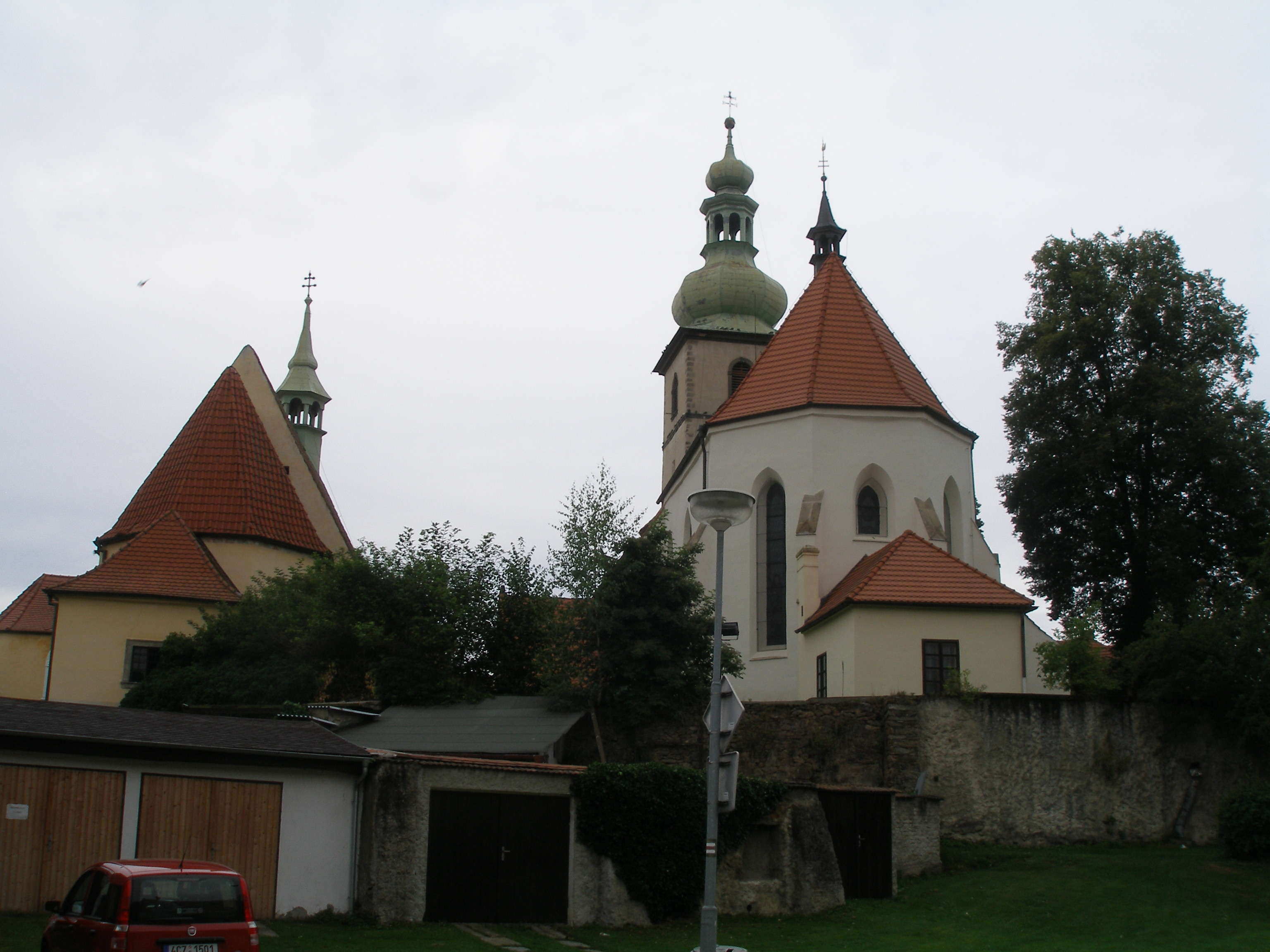
Костёлы св. Флориана и св. Петра и Павла
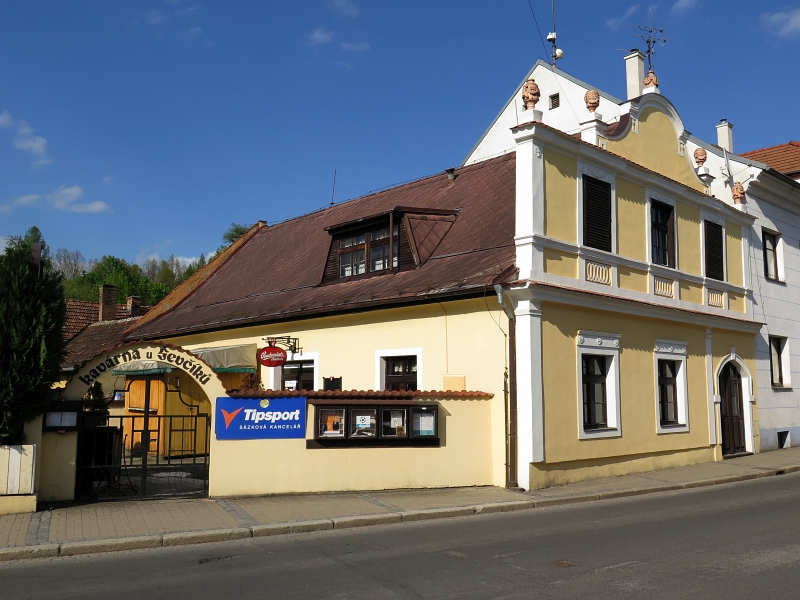
Кофейня
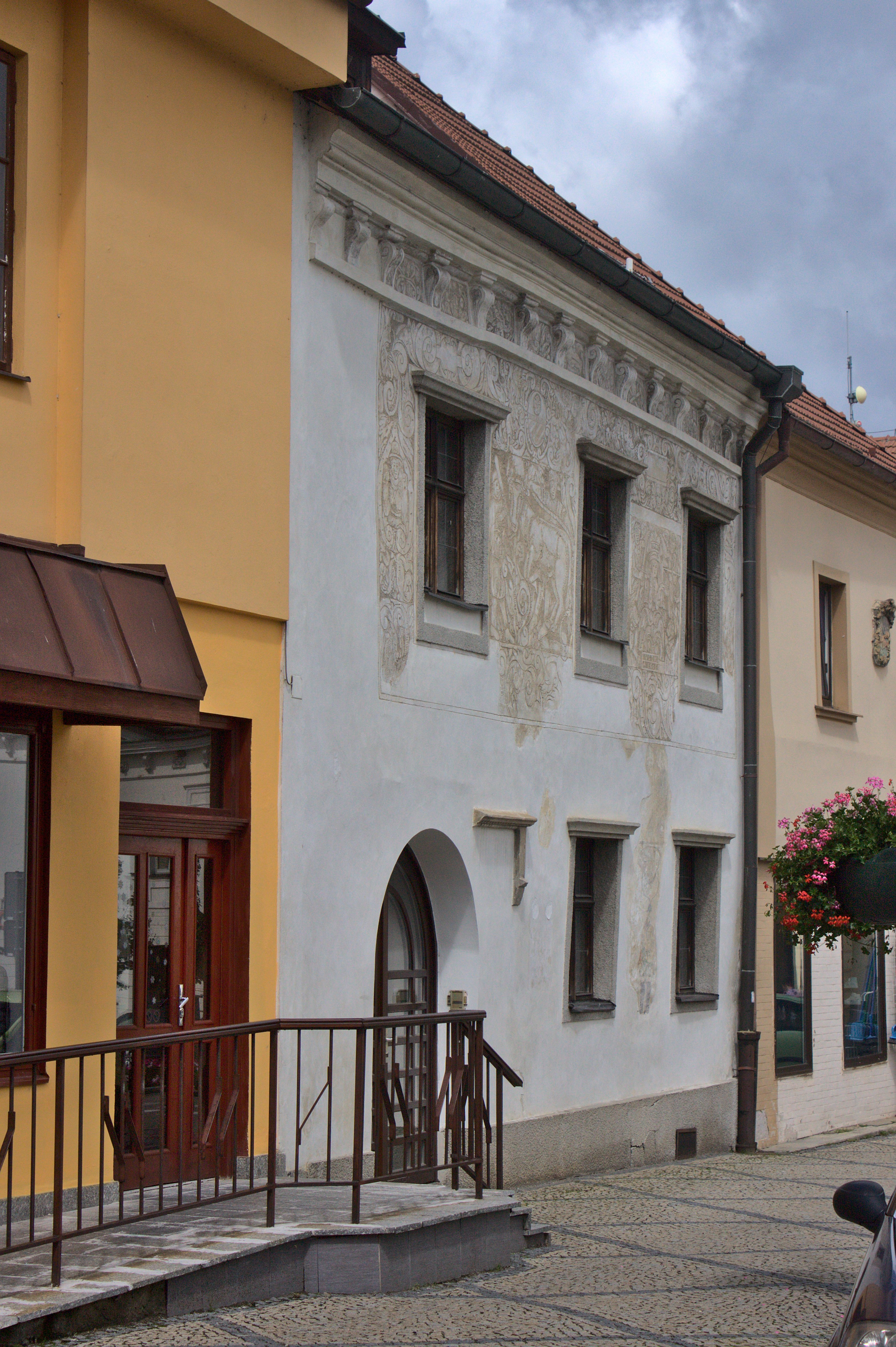
Жилой дом
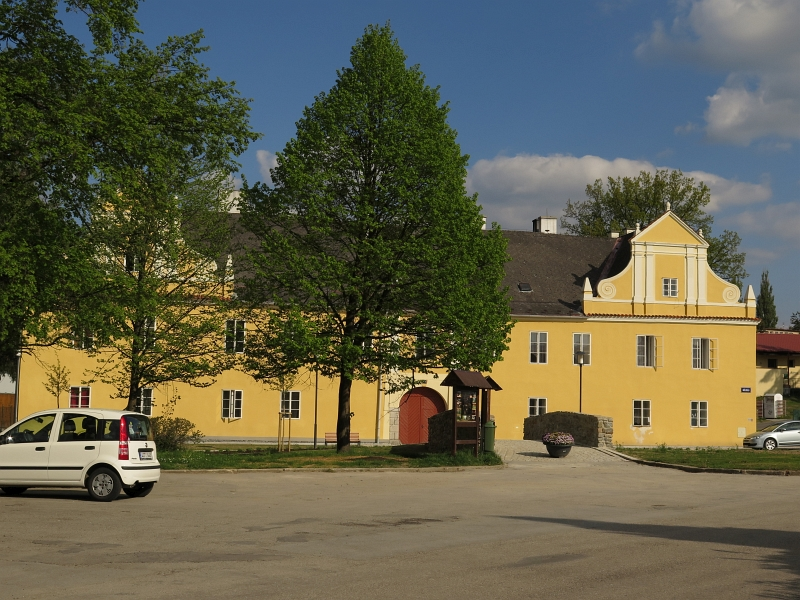
Старая пивоварня
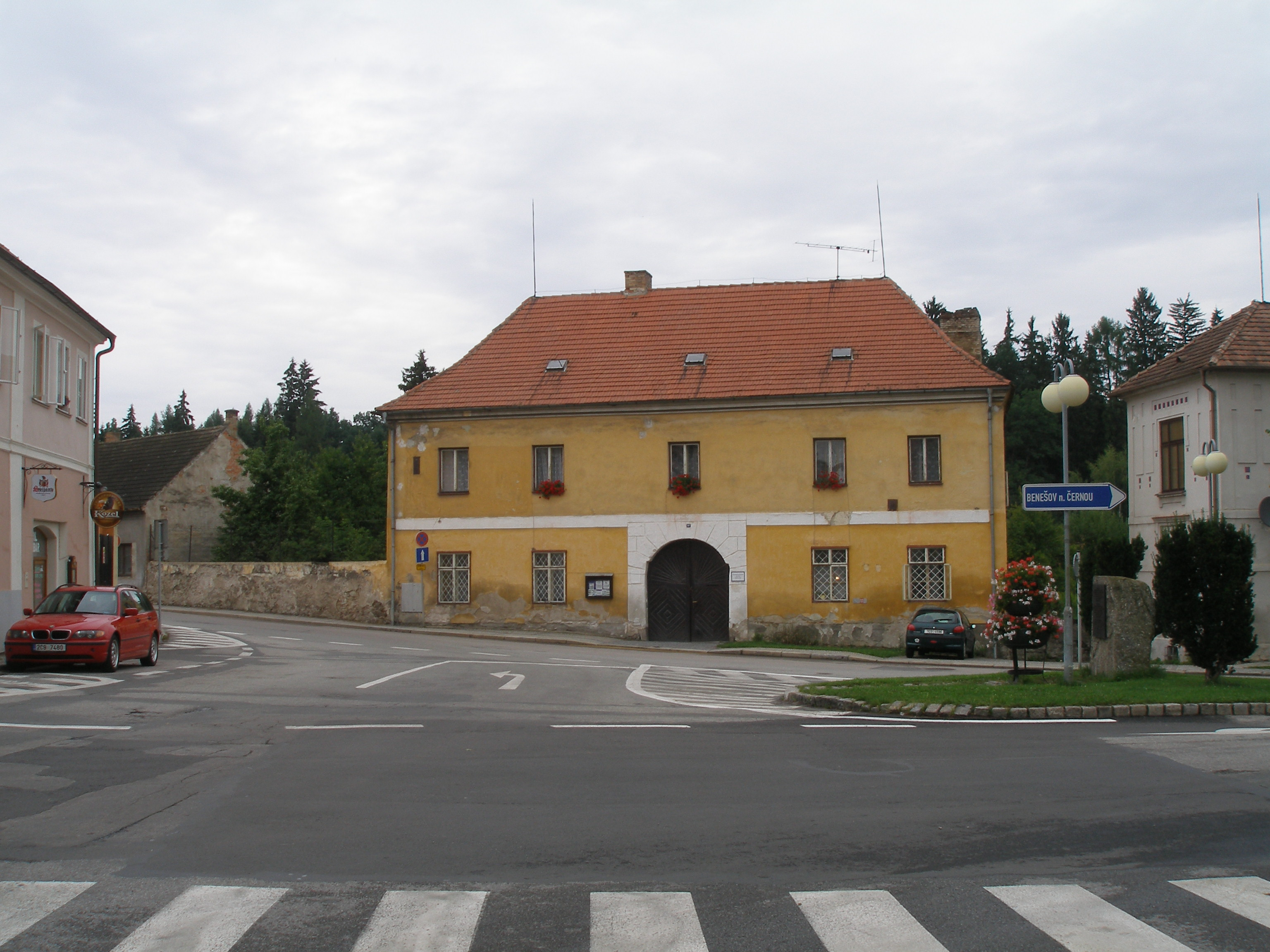
Приходская площадь
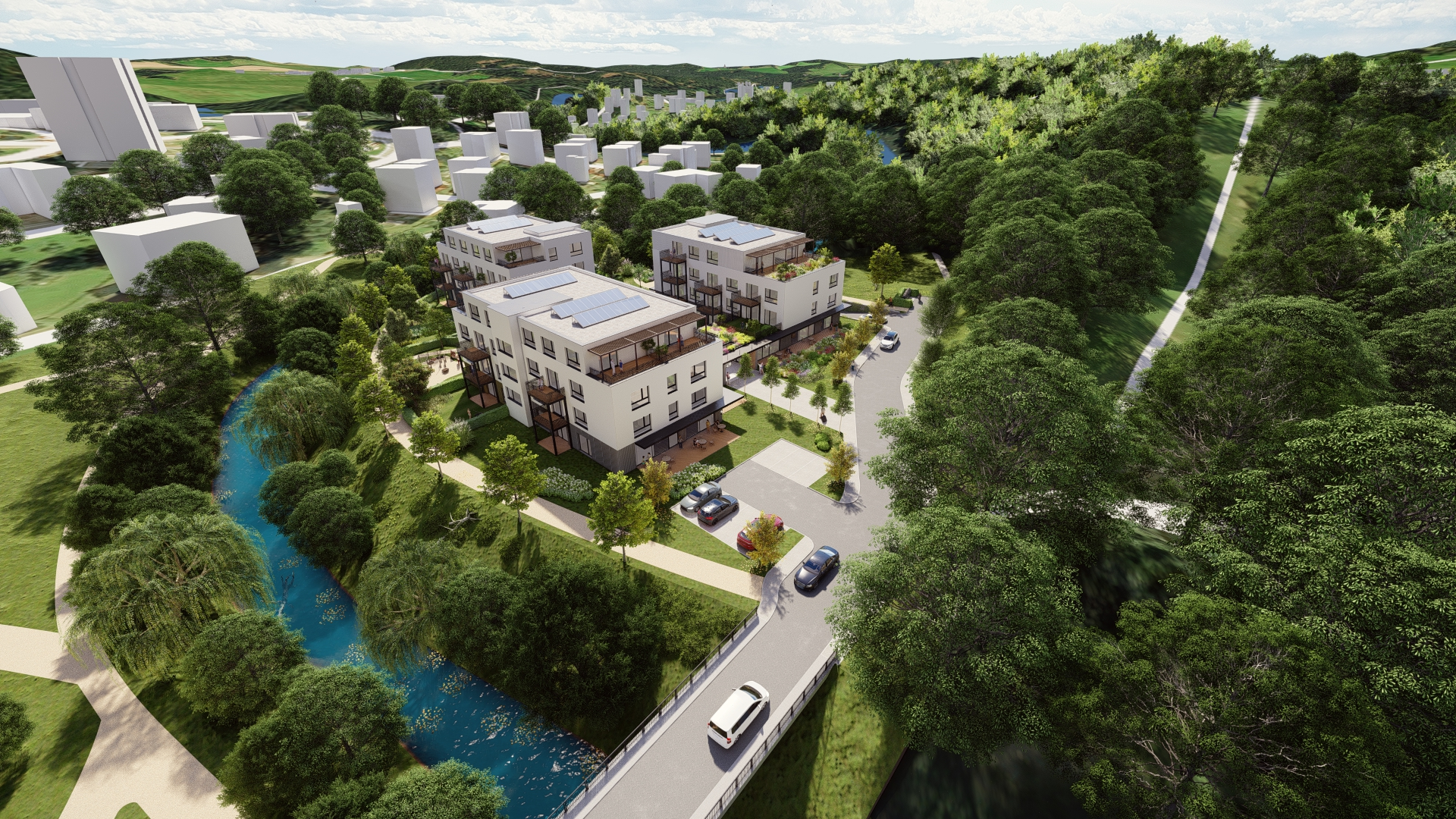
Район новой застройки
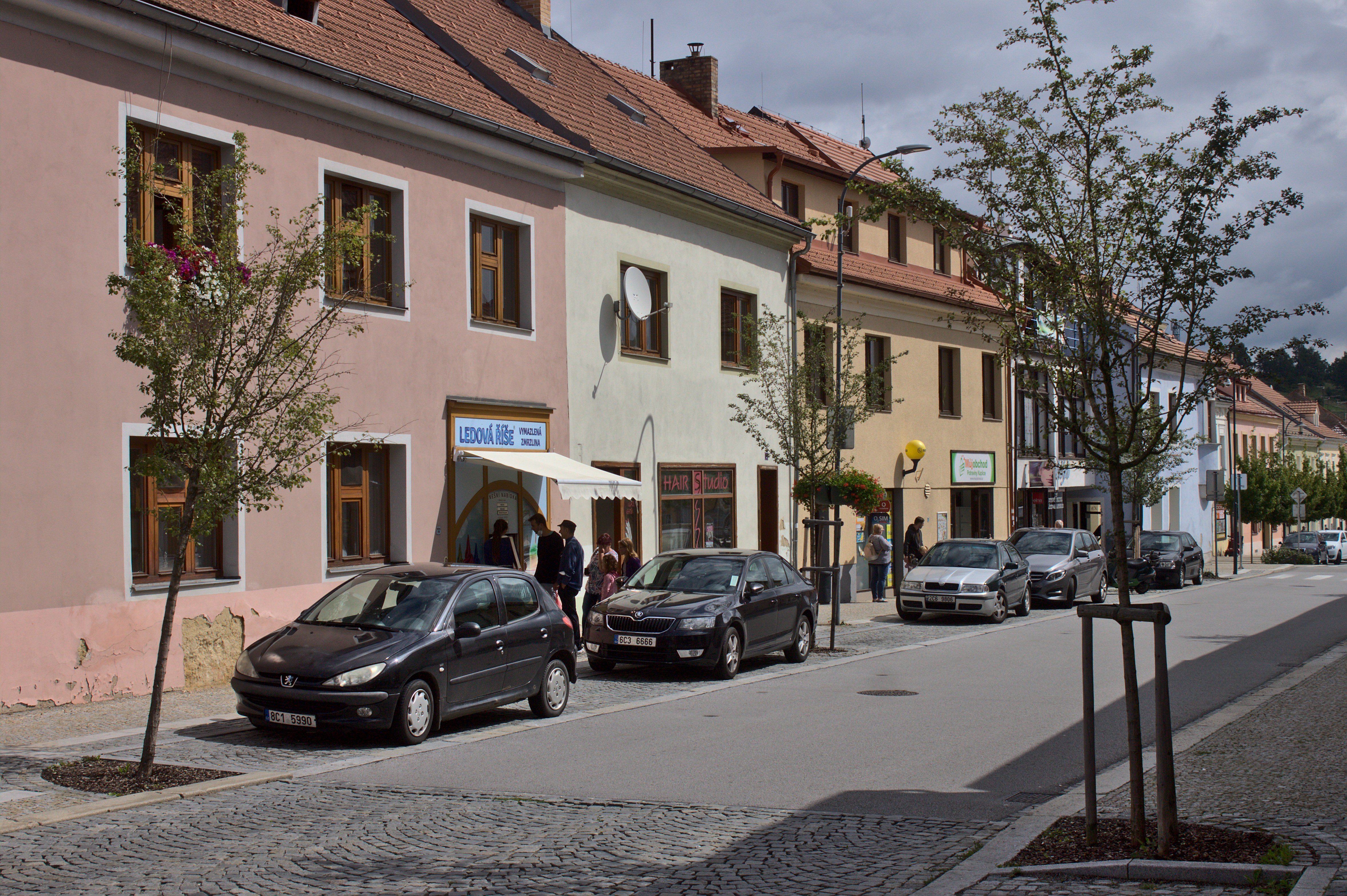
Улица
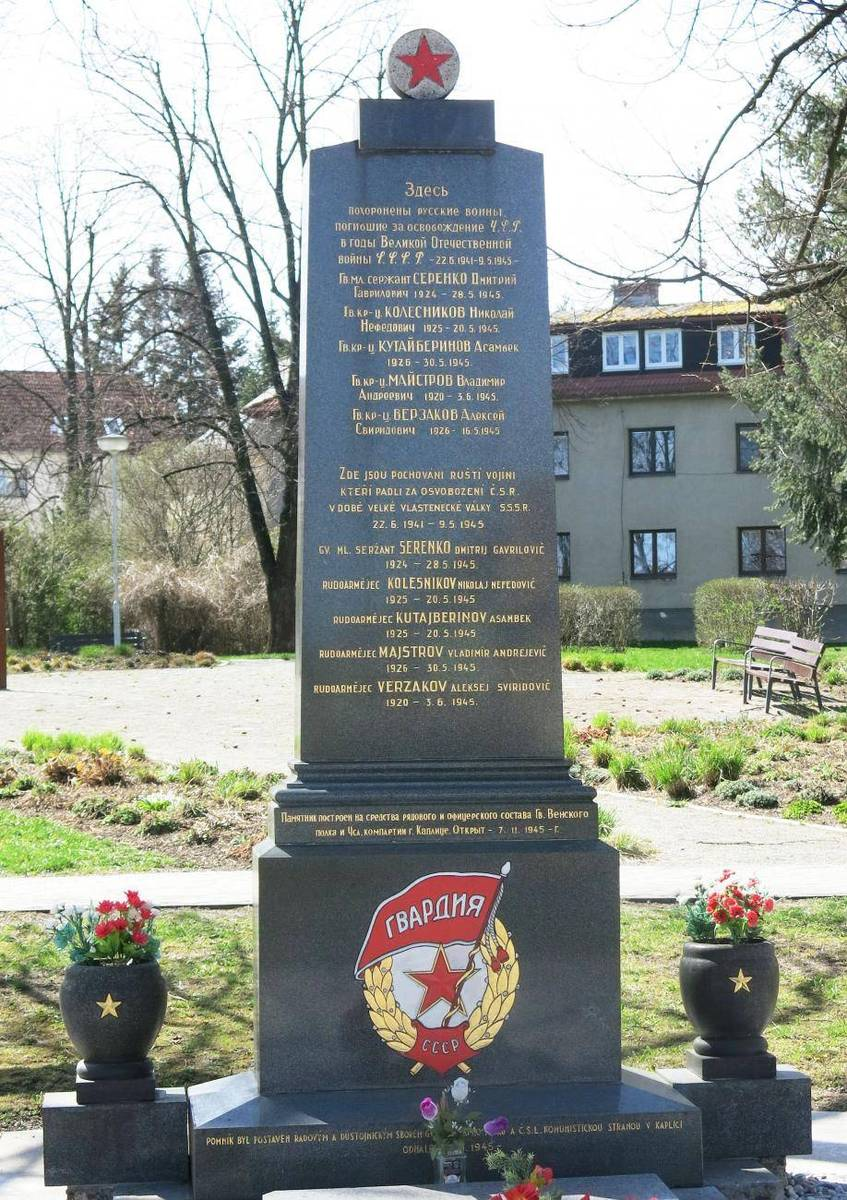
Памятник воинам Красной Армии